# Кейс, Джимми
Джеймс Роберт Кейс (англ. James Robert Case; родился 18 мая 1954 года), более известен как Джимми Кейс (англ. Jimmy Case) — английский футболист, который прославился благодаря выступлениям за «Ливерпуль» в 1970-х годах.
Джимми Кейс перешёл в «Ливерпуль» в статусе любителя и первоначально играл только в резервах «красных». Он дебютировал в команде в 1974/75 сезоне во время смены тренера: Билл Шенкли был заменён Бобом Пейсли. Кейс был известен благодаря жёсткому стилю игры и сильному удару по мячу, парировать который было трудно многим голкиперам. С «Ливерпулем» он достиг наибольших успехов: четыре победы в чемпионате в 1975/76, 1976/77, 1978/79 и 1979/80 сезонах, три победы в Кубке европейских чемпионов в 1976/77, 1977/78 и 1980/81 сезонах. В 1977 году он выиграл Суперкубок Европы по футболу, а также в 1975/76 сезоне он выиграл Кубок УЕФА. Летом 1981 года он перешёл в «Брайтон энд Хоув Альбион», где играл в течение следующих четырёх лет, в  «Саутгемптоне» и нескольких других клубах.

## Ранние годы
Кейс родился и вырос в пригороде Ливерпуля — Аллертон и был соседом музыканта Пола Маккартни. В детстве он был активным членом местного отряда бойскаутов. Будучи подростком, он имел довольно маленький рост для своего возраста. Футбольный талант Джимми обнаружился, когда во время футбольного матча между командой хора церкви Гарстона и Аллертонскими скаутами он забил дальним ударом при счёте 23:22. Джимми получил репутацию победителя, даже когда он проигрывал, никто не называл его неудачником.
Джимми не боялся проигрывать, неудачи делали его сильнее. На стадионе «Спрингвуд Парк» Джимми играл с такими футболистами, как Джон Гидман («Эвертон») и Билли Эшкрофт («Мидлсбро»). Несмотря на небольшой рост, Джимми прошёл через футбольную академию, а затем присоединился к команде докеров, «Блу Юнион». Опыт игры за любительские команды оказал влияние на футбольную карьеру Джимми.
После окончания школы Кейс работал учеником электрика и не оставил профессию даже после перехода в «Ливерпуль» и начала игры в резерве. Те, кто знал Джимми подростком, были удивлены тем, как он изменился: у него появилась физическая сила и рост, его с трудом могли узнать друзья детства.

## Карьера игрока

### «Ливерпуль»
Кейс перешёл в «Ливерпуль» из местного клуба «Южный Ливерпуль» в мае 1973 года и дебютировал 26 апреля 1975 года в матче лиги на «Энфилде» против «Куинз Парк Рейнджерс». Благодаря дублю Джона Тошака и голу Кевина Кигана «красные» выиграли со счётом 3:1. Первый гол за «Ливерпуль» был забит Кейсом на 68-й минуте матча с «Тоттенхем Хотспур» и принёс его команде победу со счётом 3:2 на «Энфилде» 23 августа 1975 года. В конце своего первого полного сезона он помог «Ливерпулю» победить в чемпионате и выиграть Кубок УЕФА, забив в финальном матче в ворота «Брюгге». К 1976 году Кейс пробился в основной состав, а также стал одним из лучших бомбардиров среди полузащитников.
Кейс сохранил своё место в основе и в следующем году, а «Ливерпуль» сделал уникальное тройное достижение: выиграл чемпионат и кубок Англии, а также Кубок европейских чемпионов УЕФА. Он стал чемпионом лиги второй сезон подряд, но проиграл в финале кубка Англии «Манчестер Юнайтед» со счётом 2:1. Кейс забил гол вскоре после того, как инициатива перешла к противникам, это был типичный гол Кейса — сильный удар из-за пределов штрафной площади после аккуратной скидки. Он вышел на поле снова через несколько дней, когда «Ливерпуль» выиграл свой первый Кубок европейских чемпионов после победы над «Боруссия Мёнхенгладбах» со счётом 3:1 в Риме.
В составе «Ливерпуля» Кейс дважды выиграл чемпионат и Кубок европейских чемпионов, а также добавил к этому медаль победителя Кубка Лиги в 1981 году, но в том сезоне он продемонстрировал не самую лучшую игру. Тренер Боб Пейсли был обеспокоен тесной дружбой Кейса с полузащитником Рэем Кеннеди, проблема была в том, что они постоянно делали какие-то выходки вне поля. Кульминацией стало обвинение в нападении на Сэмми Ли, вытеснившего Кейса из стартового состава, и весной 1980 года, руководство приняло трудное решение: Пейсли продал Кейса в «Брайтон энд Хоув Альбион» летом 1981 года.
Несмотря на эти события, Джимми всё равно пользовался авторитетом среди болельщиков «Ливерпуля», он занял 45-е место в списке ста наиболее значимых игроков «Ливерпуля» в 2006 году, по результатам опроса на официальном сайте команды, на котором более 110000 болельщиков со всего мира выдвинули свои собственные списки Топ-10.

### «Брайтон»
Войдя в состав «Брайтона» в августе 1981 года в обмен на Марка Лоуренсона с доплатой £350000  «Ливерпулю», Кейс сыграл важную роль в успехах клуба в начале 1980-х годов.
С «Брайтоном» он дошёл до финала кубка Англии в 1983 году, и снова Кейс столкнулся с «Манчестер Юнайтед». Игра завершилась вничью 2:2, хотя у «Брайтона» была хорошая возможность выиграть кубок, когда Гордон Смит пробил прямо во вратаря «Юнайтед», Гари Бейли. «Брайтон» не смог завоевать трофей, клуб был разгромлен со счётом 4:0 в переигровке. Он вылетел из первого дивизиона, и с тех пор больше туда не возвращался. Несмотря на эту неудачу, команда продолжала играть на «Голдстоун Граунд» в течение почти двух лет после понижения.

### «Саутгемптон»
В марте 1985 года Кейс перешёл в «Саутгемптон» за символическую плату в £ 30000, его трансфер инициировал Лори Макменеми, чтобы заменить Стива Уильямса, который был продан в «Арсенал» в декабре 1984 года. Вскоре Кейс развеял все сомнения относительно своей персоны. Первые несколько недель клуб занял и удерживал пятое место в лиге, затем был отказ от выступлений в квалификации Кубка УЕФА в связи с последующим запретом на участие английских клубов в европейских соревнованиях, который стал следствием трагедии на Эйзеле в прошлом году.
Когда Макменеми был уволен после окончания сезона, новый тренер, Крис Николл, назначил Кейса капитаном клуба. В свой первый полный сезон с командой Кейс достиг полуфинала кубка Англии (после победы над своим бывшим клубом, «Брайтон», со счётом 2:0 в четвертьфинале), где проиграл «Ливерпулю» в захватывающей игре на «Уайт Харт Лейн» 5 апреля 1986 года, «Ливерпуль» выиграл со счётом 2:0 после дополнительного времени, дублем отметился Иан Раш. Победа сделала бы Кейса первым игроком, сыгравшим в трёх финалах кубка Англии за разные клубы.
За свои шесть лет с клубом Джимми не утратил силу удара, а вдобавок приобрёл хорошее видение поля и навыки точного паса. Даже в тридцать лет он всё ещё был одним из лучших полузащитников в первом дивизионе.
Он был игроком года «Саутгемптона» сезона 1989/90 и в декабре 1990 года был взят в сборную английской лиги для матча против ирландской лиги. В том сезоне «Саутгемптон» занял седьмое место в первом дивизионе, уровень команды был близок к лучшему в истории. Один из наиболее памятных матчей состоялся 21 октября 1989 года, когда «Саутгемптон» обыграл «Ливерпуль» со счётом 4:1 благодаря голам Пола Райдаута, Мэттью Ле Тиссье и дублю Рода Уоллеса, «Саутгемптон» полностью контролировал игру в центре поля. За время игры в клубе, однако, Кейс не добавил каких-либо серьёзных трофеев в свой список наград, последние из которых выиграл ещё в «Ливерпуле».
Джимми играл в полузащите вместе с Гленном Кокериллом и Барри Хорном, они помогли адаптироваться в команде перспективным молодым игрокам, таким как Ле Тиссье, Алан Ширер,Род Уоллес и Джейсон Додд. Ян Бранфут сместил Николла с должности тренера в июне 1991 года, он посчитал, что клуб может отказаться от услуг Кейса, и тот был продан в «Борнмут». Решение Бранфута не нашло поддержки у болельщиков, особенно, когда Кейс был заменён не столь надёжным Терри Харлоком. Это стало одной из ключевых причин, которые сделали Бранфута непопулярной фигурой в глазах болельщиков клуба, уважения которых он так и не добился в течение двух с половиной лет его пребывания на посту.

### Поздняя карьера
Кейс подружился с Гарри Реднаппом в «Борнмуте» и успел сыграть 40 матчей лиги в 1991/92 сезоне, он впервые за всю свою карьеру играл в третьем дивизионе. После сезона в «Борнмуте» он перешёл в «Галифакс Таун», который тренировал Джон Макграт с помощником Фрэнком Уортингтоном. Он играл там в течение 6 месяцев, прежде чем перейти в «Рексем», которому он помог выйти из третьего дивизиона в конце сезона 1992/93, в то время, как «Галифакс Таун» понизился до Футбольной Конференции Англии.
Затем он оказался в клубе «Ситтингборн», где играл до возвращения в «Брайтон» в декабре 1993 года. Позже он стал играющим тренером клуба, потом до 1999 года тренировал «Бэшли». Он играл до 41 года и был самым старшим полевым игроком, зарегистрированным в Премьер-лиге. 46-летний вратарь Питер Шилтон был единственным более возрастным игроком в то время, однако за последние два года своей карьеры он сыграл только десять матчей, это означало, что Кейс был самым старшим игроком основы своего клуба в Англии в течение нескольких сезонов.
В конце концов, 10 ноября 1995 года он объявил о своём завершении карьеры из-за травмы шеи, полученной на тренировке.

## Стиль игры
Джимми Кейс обладал весьма сильным ударом, благодаря которому часто забивал с дальних дистанций. Кроме того, он был достаточно жёстким в противоборствах и с опытом приобрёл хорошее видение поля и точный пас. Несмотря на то, что Кейс не привык следить за собой, в частности не соблюдал спортивную диету, он оставался в форме и после тридцати. Некоторые эксперты сравнивают Кейса с лидером современного «Ливерпуля», Стивеном Джеррардом, в плане трудоспособности и универсальности в полузащите. 
Если игра — это язык, то Джимми, бесспорно, — профессор.Крис Николл

## Статистика
| Клуб                     | Сезон            | Лига | Лига | Кубки | Кубки | Еврокубки | Еврокубки | Прочие | Прочие | Итого | Итого |
| Клуб                     | Сезон            | Игры | Голы | Игры  | Голы  | Игры      | Голы      | Игры   | Голы   | Игры  | Голы  |
| ------------------------ | ---------------- | ---- | ---- | ----- | ----- | --------- | --------- | ------ | ------ | ----- | ----- |
| Ливерпуль                | 1974/75          | 1    | 0    | 0     | 0     | 0         | 0         | 0      | 0      | 2     | 0     |
| Ливерпуль                | 1975/76          | 27   | 6    | 3     | 1     | 9         | 5         | 0      | 0      | 39    | 12    |
| Ливерпуль                | 1976/77          | 27   | 1    | 8     | 4     | 6         | 2         | 1      | 0      | 42    | 7     |
| Ливерпуль                | 1977/78          | 33   | 5    | 8     | 2     | 9         | 4         | 1      | 0      | 51    | 11    |
| Ливерпуль                | 1978/79          | 37   | 7    | 7     | 1     | 4         | 1         | 0      | 0      | 48    | 9     |
| Ливерпуль                | 1979/80          | 37   | 3    | 12    | 1     | 2         | 1         | 1      | 0      | 52    | 5     |
| Ливерпуль                | 1980/81          | 24   | 1    | 6     | 1     | 5         | 0         | 1      | 0      | 36    | 2     |
| Ливерпуль                | Итого            | 186  | 23   | 44    | 10    | 35        | 13        | 4      | 0      | 269   | 46    |
| Брайтон энд Хоув Альбион | 1981/82          | 33   | 3    | ?     | ?     | 0         | 0         | 0      | 0      | ?     | ?     |
| Брайтон энд Хоув Альбион | 1982/83          | 35   | 3    | ?     | ?     | 0         | 0         | 0      | 0      | ?     | ?     |
| Брайтон энд Хоув Альбион | 1983/84          | 35   | 4    | ?     | ?     | 0         | 0         | 0      | 0      | ?     | ?     |
| Брайтон энд Хоув Альбион | 1984/85          | 24   | 0    | ?     | ?     | 0         | 0         | 0      | 0      | ?     | ?     |
| Брайтон энд Хоув Альбион | Итого            | 127  | 10   | 24    | 5     | 0         | 0         | 0      | 0      | 151   | 15    |
| Саутгемптон              | 1984/85          | 10   | 1    | ?     | ?     | ?         | ?         | 0      | 0      | ?     | ?     |
| Саутгемптон              | 1985/86          | 36   | 2    | ?     | ?     | ?         | ?         | 0      | 0      | ?     | ?     |
| Саутгемптон              | 1986/87          | 39   | 3    | ?     | ?     | ?         | ?         | 0      | 0      | ?     | ?     |
| Саутгемптон              | 1987/88          | 38   | 0    | ?     | ?     | ?         | ?         | 0      | 0      | ?     | ?     |
| Саутгемптон              | 1988/89          | 34   | 0    | ?     | ?     | ?         | ?         | 0      | 0      | ?     | ?     |
| Саутгемптон              | 1989/90          | 33   | 3    | ?     | ?     | ?         | ?         | 0      | 0      | ?     | ?     |
| Саутгемптон              | 1990/91          | 25   | 1    | ?     | ?     | ?         | ?         | 0      | 0      | ?     | ?     |
| Саутгемптон              | Итого            | 215  | 10   | 49    | 3     | 7         | 1         | 0      | 0      | 271   | 14    |
| Борнмут                  | 1991/92          | 40   | 1    | 8     | 0     | 0         | 0         | 0      | 0      | 48    | 1     |
| Борнмут                  | Итого            | 40   | 1    | 8     | 0     | 0         | 0         | 0      | 0      | 48    | 1     |
| Галифакс Таун            | 1992/93          | 21   | 2    | 2     | 0     | 0         | 0         | 0      | 0      | 23    | 2     |
| Галифакс Таун            | Итого            | 21   | 2    | 2     | 0     | 0         | 0         | 0      | 0      | 23    | 2     |
| Рексем                   | 1992/93          | 4    | 0    | 0     | 0     | 0         | 0         | 0      | 0      | 4     | 0     |
| Рексем                   | Итого            | 4    | 0    | 0     | 0     | 0         | 0         | 0      | 0      | 4     | 0     |
| Ваннеру Бритиш           | 1993             | ?    | ?    | ?     | ?     | —         | —         | 0      | 0      | ?     | ?     |
| Ваннеру Бритиш           | Итого            | ?    | ?    | ?     | ?     | —         | —         | 0      | 0      | ?     | ?     |
| Дарлингтон               | 1993/94          | 1    | 0    | 0     | 0     | 0         | 0         | 0      | 0      | 1     | 0     |
| Дарлингтон               | Итого            | 1    | 0    | 0     | 0     | 0         | 0         | 0      | 0      | 1     | 0     |
| Ситтингборн              | 1993/94          | 0    | 0    | 0     | 0     | 0         | 0         | 0      | 0      | 0     | 0     |
| Ситтингборн              | Итого            | 0    | 0    | 0     | 0     | 0         | 0         | 0      | 0      | 0     | 0     |
| Брайтон энд Хоув Альбион | 1993/94          | ?    | ?    | ?     | ?     | 0         | 0         | 0      | 0      | ?     | ?     |
| Брайтон энд Хоув Альбион | 1994/95          | ?    | ?    | ?     | ?     | 0         | 0         | 0      | 0      | ?     | ?     |
| Брайтон энд Хоув Альбион | 1995/96          | ?    | ?    | ?     | ?     | 0         | 0         | 0      | 0      | ?     | ?     |
| Брайтон энд Хоув Альбион | Итого            | 32   | 0    | 2     | 0     | 0         | 0         | 0      | 0      | 34    | 0     |
| Всего за карьеру         | Всего за карьеру | 631+ | 46+  | 129+  | 18+   | 42        | 14        | 4      | 0      | 806+  | 78+   |

Примечания:
1. ↑  Кубок Англии, Кубок Футбольной лиги.
2. ↑  Лига чемпионов УЕФА, Кубок УЕФА.
3. ↑  Суперкубок Англии, Межконтинентальный кубок, Клубный чемпионат мира.

| Команда                  | Страна | С              | До             | Результаты | Результаты | Результаты | Результаты | Результаты |
| Команда                  | Страна | С              | До             | Игр        | Побед      | Ничьих     | Поражений  | % побед    |
| ------------------------ | ------ | -------------- | -------------- | ---------- | ---------- | ---------- | ---------- | ---------- |
| Брайтон энд Хоув Альбион | Англия | 21 ноября 1995 | 4 декабря 1996 | 58         | 11         | 15         | 32         | 018,97     |

## Достижения
«Ливерпуль»
- Чемпионат Англии (победитель): 1975/76, 1976/77, 1978/79, 1979/80
- Кубок Англии (финалист): 1977
- Кубок Футбольной лиги (победитель): 1981
- Суперкубок Англии (победитель): 1976, 1977, 1979, 1980
- Кубок УЕФА (победитель): 1975/76
- Кубок европейских чемпионов УЕФА (победитель): 1976/77, 1977/78, 1980/81
- Суперкубок УЕФА (победитель): 1977; (финалист): 1978

«Брайтон энд Хоув Альбион»
- Кубок Англии (финалист): 1983

## Личная жизнь и годы после завершения карьеры
Джимми Кейс женился и стал отцом, будучи игроком «Ливерпуля». Рождение ребёнка было одной из причин, по которым Кейс не желал переезжать куда-либо.
Он некоторое время тренировал «Брайтон», однако команда вылетела в третий дивизион в 1996 году, он был уволен в ноябре 1996 года после многократных плохих результатов игр.
Позже он тренировал «Бэшли», который играл в Нью-Форесте, недалеко от Саутгемптона. С клубом-середняком он занял третье место в Южной Конференции.
Кейс регулярно участвовал в матчах ветеранов, а после ухода из спорта работал на гемпширском радио в качестве аналитика матчей «Саутгемптона». С 2009 года он регулярно комментирует матчи «Ливерпуля» для «BBC Radio Merseyside», несмотря на то, что он всё ещё продолжает жить на южном побережье. Он также участвует в постановке вечерней программы «Red Alert», которая транслируется по пятницам. Недавно он начал работать в студии телеканал LFC TV, собственного канала «Ливерпуля». В 2007 году Джимми и ещё три члена того состава «Ливерпуля», который в 1977 году выиграл Кубок европейских чемпионов, участвовали в турне по всей Великобритании и Ирландии, чтобы отпраздновать 30-летие победы над «Боруссией Менхенгладбах». Его компаньонами были нападающий Томми Смит, рекордсмен по количеству игр Ян Каллагэн и валлийский защитник Джо Джонс. Это турне показало, что болельщики до сих пор хорошо помнят своих кумиров, популярность которых не ученьшилась с годами, ведь эти игроки были частью великого клуба.
В 2009 году Джимми как легенда «Ливерпуля» стал официальным талисманом клуба.